# Битва при Альбельде
Би́тва при Альбельде — произошедшее в 851 году около Альбельды сражение между мусульманскими войсками Мусы II ибн Мусы, лидера Бану Каси и губернатора Туделы от имени Кордовского эмирата, и армией франков и гасконцев, союзников христианского королевства Астурии. Мусульмане, которые, вероятно, первыми начали битву, победили. Сражение обычно связывают с кампанией Ордоньо I Астурийского по подавлению баскского восстания.

## Ход сражения
Хронист Ибн Хайян указывал, что около 851 или 852 года умер Иньиго Ариста, а Муса II ибн Муса победил гасконцев в бою под стенами Альбельды. В первый день битвы Муса понес серьёзные потери и сам получил тридцать пять ударов копьём. На второй день Муса начал контрнаступление и заставил гасконцев отступить. Согласно Ибн аль-Асиру, мусульмане вторглись на христианскую территорию в 851 году и одержали большую победу у Альбельды, слава о которой распространилась по всему Аль-Андалусу. В «Хронике Альфонсо III» указывается, что силы Мусы были направлены против «франков и галлов», многие из которых были убиты. Присутствие гасконцев в Альбельде в 851 году может быть расценено как попытка мести за нападения Мусы к северу от Пиренеев, так как в это время глава Бану Каси был союзником Наварры, южного соседа Гаскони.
В 851 году, после вступления на престол, Ордоньо I Астурийский подавил восстание своих баскских подданных. Для этого он перешёл на другую сторону реки Эбро и, «с Божьей помощью», как написано в «Хронике Альфонсо III», заставил мусульман бежать. После этого хроника добавляет, что баски также смирились. В связи с этим, гасконцы могли быть союзниками Ордоньо, призванными им для помощи в подавлении восстания. Вполне возможно, что между Астурией и Гасконью в то время существовала тесная связь: отец Ордоньо, Рамиро I, был союзником правителя Памплоны Веласко Гасконца.
В хрониках есть упоминание, что после битвы при Альбельды — частично с помощью войны, частично предательством — Муса II ибн Муса захватил двух франкских военачальников, Санчо и Эменона, которых он бросил в темницу. Дата пленения Санчо и Эменона неизвестна, но первый из них неожиданно исчез из Гаскони в 855 году, когда его племянник Арно стал герцогом. Муса, как известно, предпринял экспедицию против Испанской марки в 855—856 годах, как это записано у Ибн ал-Асира и Ибн Хальдуна. Вполне возможно, что Санчо и Эменон были захвачены в 851 году во время франкской кампании по спасению недавно захваченной мусульманами Барселоны. В этом свете «подарки» от франкского короля Карла II Лысого, которые воины Ордоньо нашли в стане Мусы у горы Монте-Латурс, возможно, были выкупом за Санчо и Эменона, которые в этом случае были пленены до 859 года.